# Pallacanestro Cantù 1962-1963
Questa voce raccoglie le informazioni riguardanti la Pallacanestro Cantù nelle competizioni ufficiali della stagione 1962-1963.

## Stagione
La stagione 1962-1963 della Pallacanestro Cantù sponsorizzata Fonte Levissima, è l'8ª nel massimo campionato italiano di pallacanestro, l'Elette.
Per la nuova stagione Vittorio Tracuzzi accettò la proposta della Ignis Varese, così il Comm. Casella optò per la soluzione interna, scegliendo di nuovo Gianni Corsolini come allenatore. Cantù salutò anche Marcello Motto che dopo la lesione di un legamento del ginocchio nella partita contro Pesaro, aveva deciso di tornare a Casale Monferrato. Inoltre a metà stagione Lino Cappelletti, il primo canturino a giocare in nazionale, dopo 13 stagioni consecutive, protagonista della storica scalata dalla Serie C alla Serie A, decide di ritirarsi. Il capitano lasciò la squadra così Antonio Frigerio e Giancarlo Sarti ne ereditarono il ruolo di leader.

## Roster
- Lino Cappelletti
- Alfredo Barlucchi
- Otello Bruni
- Antonio Frigerio
- Claudio Galbiati
- Dante Masocco
- Carlo Recalcati
- Giancarlo Sarti
- Gianni Zagatti
- Edi Zuliani
- De Palma
- Lesa
- Pilosi

Allenatore:  Gianni Corsolini

## Mercato
| Acquisti | Acquisti        | Acquisti | Acquisti   |
| R.       | Nome            | da       | Modalità   |
| -------- | --------------- | -------- | ---------- |
| G        | Carlo Recalcati |          | definitivo |

| Cessioni | Cessioni          | Cessioni      | Cessioni       |
| R.       | Nome              | a             | Modalità       |
| -------- | ----------------- | ------------- | -------------- |
| ALL      | Vittorio Tracuzzi | Pall. Varese  | fine contratto |
| C        | Marcello Motto    | Junior Casale | fine contratto |